# Bezdez (motorfiets)
Bezdez is een Tsjechisch motorfietsmerk uit de jaren twintig.
De bedrijfsnaam was Bratri. Vesely, Mech. Dílny, Bělá pod Bezdězem.
Het was een Tsjechisch merk dat van 1923 tot 1926 clip-on motoren en lichte 145cc-motorfietsen met eigen zijklepmotor maakte.